# غروس ساتيليستوك
غروس ساتيليستوك (بالإنجليزية: Gross Sättelistock)‏ هو أحد جبال سلسلة جبال الألب أوري وجزء من القمة الأم برونيستوك يقع في كانتون نيدفالدن وكانتون أوبفالدن، سويسرا. يبلغ ارتفاع الجبل حوالي 2637 متر، بينما يبلغ ارتفاع نتوء الجبل 272 متر.